# 興徳寺 (会津若松市)
興徳寺（こうとくじ）は、福島県会津若松市栄町に所在する臨済宗妙心寺派の寺院。山号は瑞雲山。

## 沿革
弘安10年（1287年）、蘆名氏第5代蘆名盛宗が鎌倉より大円禅師を招き開山したと伝えられる。その後、蘆名氏を滅ぼした伊達政宗が会津支配の仮館をおき、また豊臣秀吉が奥州仕置の御座所とした。蒲生氏郷により200石の寺領が与えられ、城下町が整備され寺院が郭外に移された際も、その由緒と格式により唯一郭内に留まる事を許された。
（旧暦）慶応4年閏4月20日に勃発した会津戦争（ 戊辰戦争）にて、堂宇（堂の建物）をことごとく焼失したため、現在の興徳寺に昔日の面影はない。本堂の再建には、鶴ヶ城の解体時に発生した廃材を再利用している（現在の本堂は1964年（昭和39年）にコンクリート造で建立されている）。
現在、寺内には蒲生氏郷の五輪塔（墓）があるが、これは氏郷没後に子の蒲生秀行によって建立されたもので、病のため京都で亡くなった氏郷の遺髪が収められている。また、すぐ脇には氏郷の辞世の歌碑も立っている。